# ميكيتا جوكوف
ميكيتا جوكوف (بالأوكرانية: Жуков Микита Сергійович)‏ هو لاعب كرة قدم أوكراني في مركز الوسط، ولد في 19 مارس 1995 في كامينسك في أوكرانيا. لعب مع FC Zirka Kropyvnytskyi ‏.

## وصلات خارجية
- ميكيتا جوكوف على موقع اتحاد أوكرانيا (الإنجليزية)
- ميكيتا جوكوف على موقع قاعدة بيانات كرة القدم.إي يو (الإنجليزية)
- ميكيتا جوكوف على موقع Soccerway.com (الإنجليزية)